# 63º Reggimento fanteria "Cagliari"
Il 63º Reggimento fanteria "Cagliari" è stata un'unità militare del Regio Esercito Italiano e, con la denominazione 63º Battaglione Fanteria d'Arresto "Cagliari" dell'Esercito Italiano.

## Storia

### Le origini

#### Formazione
Il reggimento si formò per effetto del decreto 29 giugno 1862, il 1° agosto successivo sulle Lande di San Maurizio (Torino), il reggimento venne unito al 64º Reggimento fanteria "Cagliari" nella Brigata "Cagliari" anche essa di nuova costituzione.

#### Terza guerra d'indipendenza (1866)
Il reggimento partecipò alla Terza guerra d'indipendenza, combattendo e distinguendosi nella battaglia di Custoza e nella riconquista delle posizioni di monte Croce.

#### Guerre coloniali
Nel 1881 con la Brigata "Cagliari" concorre alla spedizione di San Marzano. Tra il 1887 ed il 1888 partecipò alla Guerra d'Eritrea e tra il 1895 ed il 1896 alla Guerra di Abissinia.

#### Guerra italo-turca (1911 - 1912)
Durante il corso della guerra italo-turca venne mandata in Libia, partendo da Salerno l'11 ottobre. Il 20 ottobre il I° Battaglione entra a Bengasi ed il 12 marzo 1912 prese parte alla battaglia delle Due Palme, guadagnando una Medaglia d'Argento al Valor Militare.

### Prima guerra mondiale (1915-1918)

#### Fronte Italiano
Allo scoppio della prima guerra mondiale raggiunse il fronte italiano dove venne impiegato sul basso Isonzo e partecipò ai combattimenti di Polazzo e Monte Sei Busi. Durante la battaglia degli Altipiani tra maggio e giugno 1916 venne impegnato nei combattimenti a Campo Molon, Soglio d'Aspio, Coston d'Arsiero e nella difesa di Monte Novegno.

#### Fronte Macedone
Nell'agosto del 1916 venne inviato in Macedonia, dove si distinse nella battaglia per la conquista di Monastir ed il 16 novembre si spinse a nord di Velusina espugnando le trincee avversarie. Rimase in Macedonia fino al termine del conflitto, partecipando ai combattimenti dell'Ansa, del Cerna, di Monte Baba, di Bucin, di Sop e Cer. Per la condotta tenuta in guerra, ricevette una seconda Medaglia d'Argento al Valor Militare e la Croce di Guerra francese con Palma.

### Periodo tra le due guerra mondiali
Con l'attuazione della legge 11 marzo 1926 sull'ordinamento dell'esercito, a seguito della formazione delle brigate su tre reggimenti, venne assegnato alla XXVI Brigata di Fanteria, insieme al 29º Reggimento fanteria "Pisa" e 30º Reggimento fanteria "Pisa".

#### Guerra d'Etiopia
Il 15 settembre 1935 venne inquadrata nella 26ª Divisione fanteria "Assietta" e venne mobilitato in Africa Orientale, partendo dalla Cirenaica e da qui, nel gennaio 1936 raggiunse l'Eritrea. Combattè nella battaglia dell'Endertà e nella Battaglia del lago Ascianghi; il 15 maggio 1937 viene rimpatriato.

### Seconda guerra mondiale (1939-1945)
Il 5 aprile 1939 è riunito al 64º Reggimento fanteria "Cagliari" ed al 59° Reggimento Artiglieria per formare la 59ª Divisione fanteria "Cagliari", con la quale prese parte al secondo conflitto mondiale. Il reggimento venne schierato sul fronte alpino occidentale e prese parte alla battaglia delle Alpi Occidentali, distinguendosi sul Moncenisio e guadagnando la Croce di Guerra.

#### Campagna italiana di Grecia
Nel dicembre del 1941 il reggimento venne mandato in Albania, dove prese parte all'offensiva in Val Desnizza, ad aprile prese parte in modo determinante alla battaglia di Bregu Scialesit, ricevendo la Medaglia di Bronzo al Valor Militare. Terminate le ostilità sul fronte albanese, viene inviato in Grecia per svolgere compiti di presidio e di lotta contro la guerriglia. Il reggimento venne sciolto nel settembre 1943, in seguito all'armistizio, mentre si trovava nel Peloponneso meridionale.

### La storia recente

Fregio dell'Arma di Fanteria dell'Esercito Italiano (usato per la Fanteria di Linea)

L'ex Reggimento venne ricostituito con il nome di 63º Battaglione Fanteria d'Arresto "Cagliari" nel 1974; fu inquadrato fino al 1987 nella Divisione "Folgore" e in seguito nella Brigata Meccanizzata "Gorizia" con sede a Gorizia, stanziato a San Lorenzo Isontino, nel distaccamento di Lucinico e fino al mese di agosto 1981, nel distaccanento di Farra d'Isonzo, tutti in provincia di Gorizia.
Il Battaglione è stato sciolto nel 1991 a seguito della riorganizzazione dell'Esercito Italiano dopo la caduta del Patto di Varsavia.

## Ordine di battaglia
- Comando
- Compagnia comando,
- 3 battaglioni fucilieri,
- Compagnia mortai da 81,
- Batteria armi di accompagnamento da 65/17[1]

## Onorificenze

### Decorati
- Andrea Capozzi, decorato di medaglia d'oro al valor militare durante la seconda guerra mondiale.[5]

## Comandanti
Comandanti (1926-1943)
- Colonnello Giuseppe Pafundi
- Colonnello Raffaele Risati
- Colonnello Giovanni Vecchi
- Colonnello Armando De Vincentiis
- Colonnello Luigi Mondini
- Colonnello Edoardo De Pinedo

## Stemma
- Scudo: interzato in pergola. Di rosso caricato da una pergola d'argento. Nel primo interzo il leone passante di Giuda tenente nella branca destra una croce d'oro caricata del Cristo d'argento, nel secondo interzo un monte all'italiana di tre cime d'oro e nel terzo interzo l'elmo di Scanderbeg d'oro.

- Corona turrita

- Ornamenti esteriori: lista bifida d'oro, svolazzante, collocata sotto la punta dello scudo, incurvata con la concavità rivolta verso l'alto, riportante il motto: Procedere non recedere.

- Onorificenza: accollata alla punta dello scudo con l'insegna dell'Ordine Militare d'Italia pendente al centro del nastro con i colori della stessa.

- Nastri rappresentativi delle ricompense al Valore

## Insegne e simboli
- Il Reggimento e il Battaglione indossava il fregio della Fanteria (composto da due fucili incrociati sormontati da una bomba con una fiamma dritta). Al centro nel tondino era applicata una pulce con il numero "63".
- Fino al 1987, le mostrine del Battaglione sono state rettangolari divise a metà. La parte superiore, con sfondo blu, era caricata con il simbolo della divisione "Folgore" (ala d'oro con spada verticale); la parte inferiore con sfondo rosso e due linee verticali di colore bianco, che lo ripartiscono in parti uguali.
- Dal 1987, le mostrine del Battaglione sono state rettangolari di colore rosso con due linee verticali bianche che lo ripartiscono in parti uguali. Alla base della mostrina si trova la stella argentata a 5 punte bordata di nero, simbolo delle forze armate italiane.

## Motto del Reggimento
Motto del Reggimento e del Battaglione era "Procedere non recedere".

## Festa del Reggimento
La festa del Battaglione era il 2 luglio.

## Persone legate al Reggimento
- Generale Augusto Ugolini
- Giuseppe Albino